# Cómplices
Albums de Luis Miguel
Navidades
(2006) No culpes a la noche
(2009)
Singles
Cómplices est le 18e album studio du chanteur mexicain Luis Miguel. L'album est sorti chez WEA Latina le 6 mai 2008. C'est l'un des projets les plus attendus de l'artiste. Les premières rumeurs sur ce disque étaient qu'il allait être un album en duo, mais ce n'est qu'en mars de cette même année que les premiers détails de l'album ont été publiés. Pour cet album, le chanteur a reçu une nomination aux Grammy Awards pour le meilleur album vocal de pop latine.

## Histoire
Le chanteur Luis Miguel a présenté officiellement son album "Cómplices le 6 mai 2008. Il comprend des chansons inédites du compositeur espagnol Manuel Alejandro, avec lequel Miguel est ami depuis de nombreuses années. « C'est un album plein de nuances, la plupart des chansons parlent de moi, tout le monde peut adopter les chansons, ce sont des expériences du début à la fin, des histoires d'amour qui existent avec le couple », a-t-il déclaré.
Cómplices signifie le retour de l'artiste mexicain à la pop, après plusieurs CD's consacrés à la musique ranchera et aux boléros classiques. Ayant été interrogé sur le fait qu'il n'avait participé à l'écriture ou à la composition d'aucune des chansons du nouvel album, Miguel a répondu qu'il n'excluait pas la possibilité de revenir à l'écriture de chansons à l'avenir, probablement en collaboration avec d'autres auteurs et d'autres musiciens. En plus du premier single Si tú te atreves (Si toi tu oses) — qui a été entendu sur les radios depuis le 7 avril —, l'album inclut également Ay, cariño, qui fait référence à son fils. Si tu te atreves a fait ses débuts dans le hitparade Billboard Hot Latin Songs à la 23e place.
L'album est sorti à la date prévue en Espagne, et le 6 mai dans tous les autres pays. Cómplices a vendu près de 350 000 exemplaires et a été certifié quadruple disques de platine pour la vente du CD dans les premières 24 heures après sa sortie,.
Le 14 mai 2008, Cómplices est entré à la 10e dans le classement Billboard 200 aux États-Unis, ce qui représente le meilleur résultat jamais obtenu par le chanteur (il a dépassé son record de 14e place en 1997 avec Romances). En plus de la 10e place, et de 32 000 exemplaires vendus, l'album obtient également la huitième place au palmarès Billboard Top Latin Albums.
Le 4 décembre 2008, Complíces a reçu une nomination pour le meilleur album latin pop aux Grammy Awards de 2009,.

## Promotion
Le 3 septembre 2008, Luis Miguel commence la tournée de promotion de son album Complíces à Seattle aux États-Unis. Au cours de cette tournée, Luis Miguel a interprété ses dernières chansons pop et ballades, ses chansons mexicaines, ainsi que son rétro-catalogue. Il a visité les États-Unis, le Mexique, l'Argentine, le Chili, l'Uruguay, Porto Rico et la République dominicaine. Il a également fait sa première apparition à Toronto, au Canada ; il a également donné vingt-cinq concerts, non consécutifs, à guichets fermés à l'Auditorium national de Mexico,,.
La tournée s'est terminée le 15 septembre 2009 à Las Vegas,.

## Liste des titres
Adapté de Discogs.

### Première édition
| No  | Titre               | Auteur                                       | Durée |
| --- | ------------------- | -------------------------------------------- | ----- |
| 1.  | Te desean           | Manuel Alejandro                             | 4:26  |
| 2.  | Dicen               | Manuel Alejandro                             | 3:20  |
| 3.  | Ay, cariño          | Manuel Alejandro                             | 4:18  |
| 4.  | De nuevo el paraíso | Manuel Alejandro                             | 4:26  |
| 5.  | Si tú te atreves    | Manuel Alejandro                             | 3:54  |
| 6.  | Amor a mares        | Manuel Alejandro                             | 4:41  |
| 7.  | Estrenando amor     | Manuel Alejandro, Pepe Dougan, Victor Feijóo | 3:50  |
| 8.  | Bravo, amor, bravo  | Manuel Alejandro                             | 5:36  |
| 9.  | Tu imaginación      | Manuel Alejandro, Pepe Dougan, Victor Feijóo | 3:55  |
| 10. | Cómplices           | Manuel Alejandro                             | 4:30  |
| 11. | Amor de hecho       | Manuel Alejandro                             | 4:23  |
| 12. | Se amaban           | Manuel Alejandro                             | 4:12  |

### Édition spéciale
| No  | Titre                  | Auteur                                       | Durée |
| --- | ---------------------- | -------------------------------------------- | ----- |
| 13. | Disfraces              | Manuel Alejandro                             | 3:23  |
| 14. | Tu imaginación (Remix) | Manuel Alejandro, Pepe Dougan, Victor Feijóo | 4:39  |

## Classements
| Hitparade (2008)                | Meilleur classement | Réf    |
| ------------------------------- | ------------------- | ------ |
| U.S. Billboard 200              | 10                  | [ 21 ] |
| U.S. Billboard Top Latin Albums | 1                   | [ 22 ] |